# رالي أستراليا 2018
رالي أستراليا 2018 هو سباق رالي أقيم في الفترة من 15 إلى 18 نوفمبر 2018 في نيوساوث ويلز. تكون الرالي من 24 مرحلة. فاز ياري ماتي لاتفالا ببطولة السائقين.